# 박제덕
박제덕(朴齊德, 1950년 12월 17일 ~ )은 대한민국의 대학교수이고 도예가이다. 서울특별시 출생이다. 서울예술고등학교를 졸업하고 단국대학교 요업공예과와 필라델피아 예술대학 도예과, 크랜브룩 미술대학원 도예과 졸업하였다. 현재 동아대학교 예술대학 미술학부 공예전공 교수로 재직중이다.

## 학력
- 서울예술고등학교
- 단국대학교 요업공예과
- 필라델피아예술대학 도예과
- 크린부룩대학미술대학원 도예과

## 경력
- 1994~1997 경남신문사주최 대한민국 도예대전 운영위원
- 1994/1955/2003/2008 서울신문사주최 서울현대 도예공모전 심사위원
- 1993/2007 부산미술대전 심사위원
- 1993 국립현대미술관 한국현대 도예30년전 추진위원
- 2003 동아대학교 예술대학 미술학부 학부장
- 2001/2003/2011 청주 국제공예비엔날레 운영위원
- 2005 세게도자엑스포 워크샾
- 2006 세계도자엑스포-아름다운 우리도자전 심사위원
- 2007 동아대학교 동아학보사 논설위원
- 2008 대한민국 명장 심사위원
- 1997/2001/2010 대한민국 공예대전 심사위원 및 심사위원장

## 수상
- 1981년  동아미술제 동아미술상 수상
- 1982년  국립현대미술관 대한민국 공예대전 특선
- 1981/1982년  국립현대미술관 서울현대 도예공모전 특선 및 장려상